# Girifai
Girifai o Jirifai è la denominazione medioevale di un territorio oggetto di "secatura de rennu"(generalmente una sdemanializzazione del territorio giudicale in favore di una chiesa), da parte del Giudice di Gallura in favore dei monasteri di San Felice di Vada (Rosignano Marittimo) e San Giovanni di Ossililli o Sulille (non localizzato), caratterizzata dunque dal passaggio del suo territorio dal governo del giudicato a quello del monastero oggetto della donazione. Il territorio di Girifai, come hanno mostrato numerosi studi, era localizzato nella curatoria di Galtellì.
Nei due documenti che menzionano la donazione, il territorio è denominato Salt di Jurifai (leggasi Giurifai) o Jirifai. Le due denominazioni presentano assonanze con odierni toponimi come Durithai a Loculi, Ghirivai (oggi pronunciato 'Iriai) a Dorgali e Ghiriai a Galtellì.
L'estensione originale del territorio è di difficile individuazione a causa della scarsità dei dati, ma comunque era ricompreso negli attuali territori comunali di Loculi, Irgoli e Galtellì.
L'esistenza del Salto di Girifai si concentra in un territorio e in un'epoca caratterizzati da scarsità di documenti e, per questo, le sue vicende storiche sono di difficile ricostruzione.
Nel Salto si dovettero insediare i benedettini (a cui il monastero di San Felice apparteneva), probabilmente in piccoli monasteri afferenti alle chiese menzionate nella donazione: Santa Maria di Gultudolfe e Santa Felicita di Bithe (da identificare con Bitithè, un villaggio scomparso vicino a Galtellì). L'appartenenza del saltus all'abbazia cistercense delle Tre Fontane di Roma, riportata in alcune pubblicazioni, è legata al fatto che l'abbazia romana possedeva, nell'anno 805, la pieve di S. Giovanni nell'Isola del Giglio, identificata con la chiesa di S. Ioanne de Ossillili citato nella donazione del 1160. Tuttavia tale identificazione non è supportata da alcun studio, né toponomastico né documentale. Dal testo della donazione, inoltre, si comprende che il monastero di Su Lillu era localizzato in Gallura, perché viene citato nella descrizione dei capisaldi delimitanti il confine:
et cum si affliscat appare custos saltos kili do a Sanctu Fele de Vada, et a S. Iohanne, e Sollili, et a S. Maria de Gultodofe.

## Il testo della donazione
Il testo, conosciuto attraverso gli Annali del Tronci e riportato da pasquale Tola nel Codex Diplomaticus Sardiniae, è da considerarsi purtroppo corrotto per la scarsa conoscenza del sardo da parte del trascrittore. Pertanto, soprattutto i toponimi potrebbero non corrispondere agli originali, inficiando il loro riconoscimento.
Il testo è contenuto nel Docvumento LXXIII del XII secolo nel Codex Diplomaticus Sardiniae (fra parentesi quadre, la restituzione delle parole distorte dal muratori, che per primo ne fece la trascrizione):
Ego Iudike Gostantine de Laccon rex Kitefatho [ki te fatho] custa carta cum boluntate de Deu, e de muire mea donna Elene de Laccon regina pro vene Kifatho [ki fatho] a Sanctu Fele de Vada, e a S. Ioanne de Ossillili [de Su Lillu] pro anima mea e de parentes meos. Doli su saltu de iuri Fai [Jurifai], inco tenet appare cum su [de] Veruri, et torau termenes de custos saltos daue surrivir [su rivu] de sa terra secata, collat derectu a sube du [a su badu] dessa continade sa bia, de locu, e da iunde a su castru des solidone [de su lidone], e da iunde collat, tortuve [tottuve], rivu ulisu dusca amonimentu [a monimentu] fabricatu, et da iunde girat sa terra dessa petra alba dusca ascu castru de Petru Manca, et essit a su castru de Satiria [sa tiria], e da iunde a su castru desselike [dess'elike], et essit a sa petra guccata incoran [in ço van] sa via de Sulliali [Su Lillu], terra infakem [in fakem] a silva de dorvele [d’Orvele], et falat su rivu dessa pira pinta assa catina a duve si fera, appare su rivu maiore cu su rivu dessa pira pinta, et da unde falat tottu cu su rivu dessabite [dessa bite = de sa vite], et da inde falat a duru se [a d'Uruse] regon trottos, et da iunde bae totuve su rivu de theis derectu assa vimpatorna [iumpatoria] Kicum [ki cum] pausos de nucule Kerraban a gultu Iose [Gultudolfe] in eo benit sa via dusca assa funtana dispatula [d'ispatula], e da unde falat assena [a s'ena] dessu sabura, in co torrat supra tu dilo, e derettu a su castru mannu dessu sorgogo, et falat va a piscina de Serluctu, et essit, assa bia de Sullili, e da ionde tottu cu sa via de Sullili a derettu assena [a s'ena] de godonore, e da iunde collat in susse, et essit assa via de gultu dofe [Gultudolfe], du iunde tottu ve [tottuve] sa via dusca assiscala [a s'iscala] Kisigertanassis clad, thoccor [ki si gettant a s'iscla d’Ithoccor] de rethas e da iunde per asa via [per a sa via] dusca assa terra secata, et cum si affliscat appare custos saltos kili [ki li] do a Sanctu Fele de Vada, et a S. Iohanne, e Sollili, et a S. Maria de Gulto dofe [Gultudolfe] kimbiappat [ki bi appat] per tenenhtia, de levardilu negunu iudike, kin keat esser in Gallul [ki nke at esser] neu [nen] pro silva, neu [nen] pro glande, neu [nen] pro pratu, post morte mea, et doli assoltura de casticaresilos custos saltos co ad omnia saltu de secatura de rennu, e Mariane Spanu, et Gostantine su fratre, et Gostantine de Thori, e Petru de Serra, et Comita de Gunale, et Bittor de Vadulatu, et Comita Pas, et Gosantines Napaia, et portusulo cum meu Inkesum [in ke sunt] testes.
Traduzione: Io giudice Costantino de Lacon, re, redigo questa carta con la volontà di Dio, e di mia moglie Elena de Lacon, regina, in favore [del monastero di] San felice di Vada, e [di quello di] S. Giovanni di Ossililli, per la [salvezza della] mia anima e dei miei parenti. Dono loro il salto di Iurifai, insieme con quello di Veruri, e descrivo i confini di questi salti [come segue]: dal fiume della Terra Secata, dritto fino al guado della [contina] della strada reale (bia de locu), e da lì al Castru de su Lidone, e da lì fino a dove scorre il rio [Ulisu] fino al monumento fabbricato, e da lì fino a dove si gira per la terra della Pietra Bianca fino al Castru di Pietro Manca, dove esce al Castru de Sa Tiria, e da lì al Castru del Leccio, ed esce alla pietra forata fino a prendere la strada per Sulliali, terra di fronte al bosco di Dorvele, e da lì scende il rio della pera dipinta alla [catina a duve si fera], dove si incrociano il rio maggiore con il rio della pera dipinta, e da qui scende il rio della vite, e da qui scende fino a Orosei [regon trottos], e da qui dritto scende il rio di Theis fino al guado [iumpatoria] che [quelli di] Nucule percorrevano per andare a Gultudolfe, in cui vi è la strada fino alla fonte della tifa fino a scendere al pantano della tifa (erba palustre), dove torna sopra [tu dilo], e dritto fino al castru grande di Sorgogo, fino alla pozza di Serluctu ed esce fino alla strada di Sulilli, e da lì dritto fino al pantano di Godonore, per poi salire fino alla strada per Gultudolfe, da cui dritto si arriva alla strada in salita che si inserisce dritto alla palude di ittoccorre de Rethas e da qui percorrendo la strada fino alla terra Secata [punto di inizio]. Li dono insieme questi salti a San Felice di Vada e a San Giovanni di Solilli e a Santa Maria di Gultdolfe, che li mantengano per averli ricevuti, e nessun giudice di Gallura, presente e futuro, glieli possa togliere, né per uso a bosco, né per raccolta di ghiande e neppure per uso a pascolo, e gli assicuro di custodire questi salti come ogni salto oggetto di secatura de rennu. Testimoni: Mariane Spanu e Costantino suo fratello, Costantino De Thori, Pietro de Serra, Comita de gunale, Vittorio de Vadulatu, Comita Pas e Costantino napaia, insieme con me sottoscritto.

## IlSaltus
Il primo documento scritto risale ad un periodo compreso tra la fine dell'XI secolo e l'inizio del XII. Si tratta di rogiti notarili che registrano, nel 1161 circa e nel 1173, due successive donazioni del Salt di Jirifai a favore dei monasteri di Santa Maria di Gultudofe e di San Giovanni "Su Lillu" ad opera del giudice di Gallura Costantino III de Lacon-Gunale (1146-1170) e di suo figlio Barisone I de Lacon-Gunale.
Il territorio del Salto di Jirifai era posto nel Giudicato di Gallura, presumibilmente all'interno degli agri di Lula, Loculi, Irgoli e Galtellì. All'interno di quest'area si trova il rio Duritai, toponimo che secondo il linguista Mauro Maxia potrebbe essere l'evoluzione di un antico "de Jurifai" (de Jurifai > d'Jurifai > d'Jurithai > Duritai), a ricordo dell'antico territorio. In regione Duritai è inoltre attestato un insediamento la cui frequentazione si estende dall'età romana al medioevo. 
I confini del salto non sono determinabili con certezza, a causa della scarsità di documenti. D'altra parte, attraverso la comparazione con altre donazioni simili negli altri giudicati sardi, l'estensione territoriale non doveva essere molto estesa. 
La difficoltà nel determinare i luoghi interessati risiede anche nel fatto che i pochi toponimi citati dai documenti non sono sopravvissuti fino al giorno d'oggi. Così, è impossibile stabilire quale fosse il salto di Veruri, citato nella prima donazione, poiché non vengono forniti altri riferimenti geografici. La donazione cita inoltre un interessante "castru de Sa Tiria" (probabilmente indicante un nuraghe), anch'esso di difficoltosa identificazione, anche se nell'area interessata sono presenti toponimi simili (Punta Sas Tirias a Irgoli e Sa Tiria a Onanì).

### Due importanti monasteri

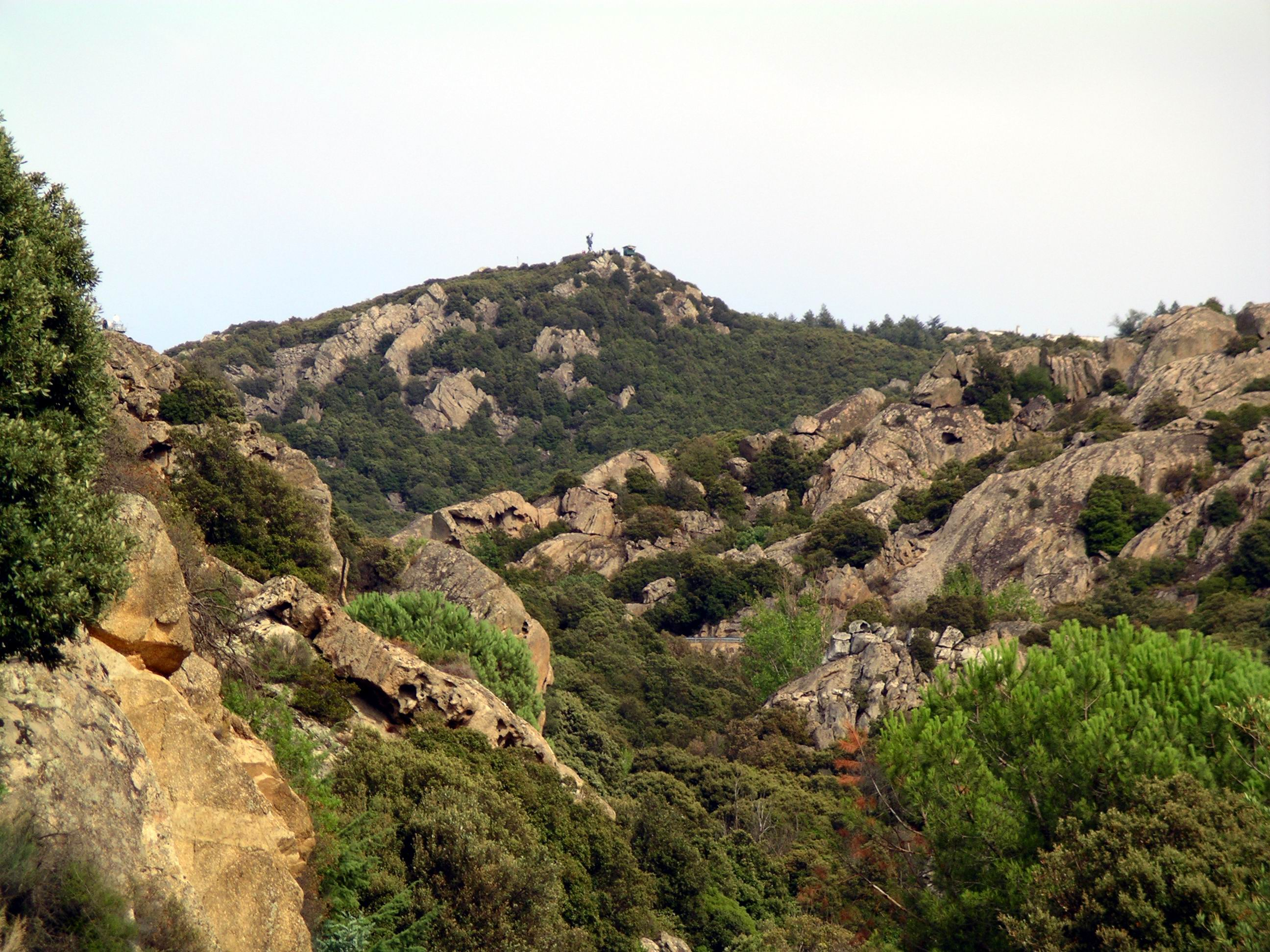
Monte Ortobene, Nuoro

La donazione territoriale dipendeva da due monasteri. Il primo era intitolato a Santa Maria di Gultudofe, affernte al villaggio di Gultudolfe (detto anche Goltove o Goltofe). Gli studiosi non sono mai riusciti a sciogliere il mistero della localizzazione di questo centro demico. Recentemente è stata proposta la sua collocazione presso il rudere della chiesa di S. Marco in agro di Loculi. Gli studi che lo collocano, per assonanza, alle falde del monte Orthobene (per una non documentata perdita della G e di un'improbabile aggiunta del segmento -ne a un ipotetico toponimo Gortovene), non tengono conto derlle indicazioni delle Rationes Decimarum e del Liber Fondachi. Nelle prime si trova che Gultudfolfe costituiva un'unica rettoria con la villa di Locoe. A scapito di confusioni con l'omonimo centro demico presso Orgosolo, dal Liber Fondachi (un registro pisano delle rendite nella curatorìa di Galtellì tra il 1317 e il 1319), si evince che Locoe confinava con Filluri, a sua volta confinante con Siniscola.
Il secondo era la Precettoria o monastero di San Giovanni Battista "Su Lillu" (Il Giglio). La localizzazione di questo monastero non è stata mai accertata, nonostante alcuni studiosi ne propongano (senza prove certe) la sua afferenza a Dorgali, nella zona del paese chiamata "S'Eremu" in via Dante.
Nel territorio del salto ecclesiale erano presenti anche altri piccoli cenobi.

### I centri scomparsi

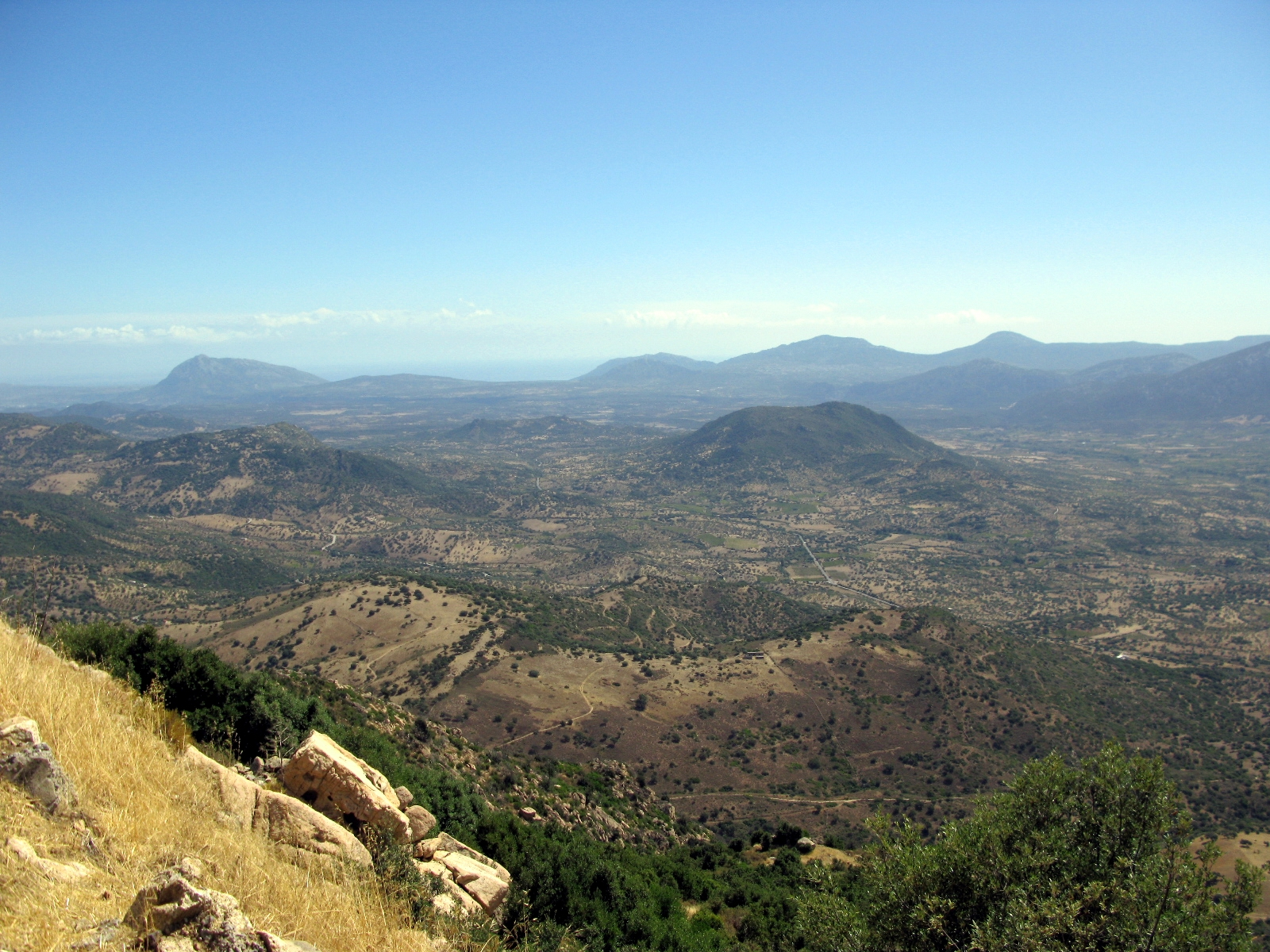
La valle del Cedrino vista dal monte Ortobene

La Sardegna medievale possedeva un tessuto insediativo molto differente rispetto a quello di oggi: il territorio era disseminato di piccoli centri, che si andarono progressivamente spopolando a favore dei centri più grandi, giunti sino al giorno d'oggi. La Gallura non faceva eccezione a questo schema, per cui anche nel salto di Girifai erano presenti numerosi centri demici scomparsi, conosciuti attraverso i documenti d'epoca, specialmente il Liber Fondachi e il compartiment de Sardenya (un registro aragonese del 1358, basato su una precedente statistica pisana).
Anche se non vi è certezza dato che non si conoscono i confini esatti del territorio, oltre ai villaggi di Gultudolfe, Bithitè e Nutule, citati in precedenza, è probabile che in esso ricadessero anche i villaggi di:
- Torpè Ispertu, in territorio di Galtellì;
- Locchoe, in agro di Irgoli, nei pressi della chiesa di S. Lussorio[11] (da non confondere con l'omonima villa in agro di Orgosolo, della quale non si conosce la data di fondazione, potendo addirittura essere l'esito di una migrazione da parte degli abitanti della "gemella" gallurese)[19];
- Duascodora o Duecore, in territorio di Lula (con cui formava un'unica rettoria, insieme con Onanì)[20];
- Iloe (Loy in alcuni documenti[21]), in agro di Dorgali.

Una buona parte di questi paesini scomparve nella seconda metà del secolo XIV, in seguito a pestilenze e carestie varie, o semplicemente per fenomeni di aggregazione con i centri più grandi, nel fenomeno conosciuto impropriamente come collasso demografico della Sardegna medievale.

## Storia

### Dai giudicati all'infeudazione aragonese
Nonostante la scarsità di documenti, si è in grado di tracciare parzialmente le vicissitudini di alcuni villaggi scomparsi nella zona, grazie anche ai registri aragonesi che ne indicano l'infeudazione e ai registri vaticani. Nei primi sono indicati il nome del feudatario, le decime versate e altri dati sporadici. Le Rationes Decimarum riportano invece le decime ecclesiastiche, le ville consociate (quando diversi centri sono raggruppati in un'unica rettoria) e, a volte, il nome del rettore o del parroco. 
Di seguito si indicano, brevemente, le vicende storiche dei centri abitati facenti parte del saltus.

### Gultudolfe
Come già visto, è citata insieme alla sua chiesa/monastero di S. Maria nella prima donazione post 1117 e nella conferma della stessa, nel 1173. Dal primo documento, si evince la vicinanza del villaggio con quello di Nucole, separato dal rio Theis, che gli abitanti di Nucvule dovevano attraversare (iumpare) per recarsi al centro abitato vicino. 
Le notizie sulla villa di gultudolfe riappaiono 150 anni più tardi, quando essa è menzionata nel registro pisano chiamato Liber Fondachi. Qui, i compilatori Michele Upechini e Matteotto Cipolla informano che Guttuoffe (stavolta senza l'agiotoponimo S. Maria) pagava alla Repubblica di Pisa 4 lire annuali. Sono inoltre riportati i nomi di 10 vassalli e i nomi di due terreni di pertinenza della villa, chiamati Cucchianchi e Concha Nighella. La loro identificazione con Capidanne e Cuccuru Nigheddu sulla cima dell'Orthobene a Nuoro si scontra con la localizzazione del villaggio e del saltus di girifai esposti precedentemente, e pertanto deve essere rigettata.
Un inserto nel registro, secondo l'Artizzu "redatto da mano pisana", riporta l'esazione dai tributi delle ville di Muru, Dulusorfa (Dulusorre, località ancora esistente tra Lula e Orune), Sarle (Isarle o Isalle, oggi in agro di Dorgali), Loe (Iloi o Iloe), Gultuofe, Nucule e Lochoe. Non è da escludere che tale esazione fosse dovuta alla proprietà ecclesiastica dei villaggi facendti parte dell'antico saltus di Girifai donato ai benedettini.
Dalle Rationes Decimarum del 1341-1350 si evince, invece, che le chiese di Gultudolfe e di locchoe erano unite in una sola rettoria facente parte della diocesi di Galtellì, probabilmente a causa della vicinanza fra i due centri abitati. Il rettore era Nerucio de Serra.
Quasi tutti gli autori che si sono occupati dell'insediamento medievale in Gallura riportano che le Rationes siano l'ultima citazione del piccolo centro. Ciò si deve a un errore di Próspero de Bofarull i Mascaró, che nel XIX secolo fu direttore dell'Archivo de la Corona de Aragón. Fu lui a trascrivere, nel 1856, un registro fiscale aragonese chiamato Componiment de Sardenya. Risalente al 1358, e basato su una statistica pisana del 1322, riporta tutti i villaggi conquistati dalla Corona aragonese e i loro feudatari. Insieme a Oliena, infeudata a Berengario Carroz, compare una villa che il Bofarull lesse come "Golcone", che compare solamente in questo registro e che alcuni hanno associato alla località di Su Gologone per la prossimità con oliena. In realtà, nell'originale si legge chiaramente Goltove, cattiva trascrizione di Gultudolfe. Il villaggio pagava al feudatario 8 lire annuali.
La villa ritorna ancora nelle Taxationis Benefficiorum regni Sardiniae, un registro riportante "i benefici ecclesiastici del regno di Sardegna possibili di tassazione ad decimam". Qui è citata come Gadelfe, e risulta ancora annessa alla rettoria di Locoe. Il 1358 è dunque l'ultimo anno in cui Gultudolfe compare nei documenti: probabilmente si spopolò molto presto come altri centri minori.

### Locchoe
Data l'omonimia con il centro vicino a Orgosolo, questa villa ha causato spesso confusione nella localizzazione del saltus di Girifai, data la sua vicinanza a Gultudolfe. Tuttavia, come già indicato in precedenza, la sua prima citazione nel Liber Fondachi la colloca vicino a Filluri, un villaggio scomparso in agro di Siniscola.
Upechini e Cipolla indicano che il villaggio aveva 22 vassalli: Guantinus de Schivo, Gomita de Uris, Gavinus de Tentis, Pe- trus Issori, Parasone de Fino, Marianus de Lingio, Parasone Manuellus, Fura- tus Mancha, Parasone Pinna, Folgolese Manussi, Guantinus Nurchi, Parasone de Occhaio, Johannes Nurchi, Guanti- nus Massilia, Marianus Sillay, Guantinus Cabone, Gomita Angeli, Guantinus de Serra, Parasone de Serra, Cocchorus Pinto, Suffrede Picto, Marianus Picto. Gli ultimi 5 erano uomini liberi, mentre gli altri erano di condizione servile nei confronti del Comune Pisano.
Nel 1317 il centro versava 8 lire annue e un quantitativo ridotto di orzo e frumento. Nel 1319 si indica che l'esattore per le rendite era un certo Taddeo Frati.
Locchoe condivideva con la vicina Filluri il saltus di Sa Nissa, mentre il terreno filluriano di Sadri è probabilmente una cattiva trascrizione di Campo Saderi, localizzato oggi in comune di Irgoli, in posizione intermedia fra il piano San Marco (dove sorgeva locchoe) e Filluri (a sud di Siniscola)
Secondo il Compartiment, nel 1335 risultava infeudato a Diego López de Luna, nel 1358 a Pere de So, nel 1362 a Oliviero de Togores e nel 1373 a Benvenuto Graffeo. 
Il villaggio compare in una lettera del 11 agosto 1390 che Brancaleone Doria, marito della iuighissa Eleonora, scrisse in risposta alla richiesta di restituzione alla Corona dei villaggi di "Oliena, Locove e Seui" In questo caso, è difficile capire se la citazione si riferisca alla villa di Locchoe gallurese o al centro vicino a Orgosolo. Se infatti la presenza della v, nuova rispetto alle precedenti grafie, sembrerebbe un indizio in tal senso, un documento degli anni Trenta del XIV secolo indica quasi tutti i villaggi del LF, fra cui Locove tra Loy e Soltenissa.
L’11 marzo 1491, l’ultimo vescovo di Galtellì, mons. Guglielmo Vidal, fece realizzare un inventario di tutte le proprietà diocesane, dalle chiese ai terreni e ai capi di bestiame. L’elenco è dettagliato ed esaustivo; per ogni villaggio vengono elencate le chiese e i beni mobili, mentre per Locchoe si legge, laconicamente: "item la canongia que te per annexa la vila de Loquohe". L’assenza di beni immobili o di bestiame indica chiaramente che lo stralcio si riferisce all’antico villaggio ormai spopolato, nel cui titolo si era persino perduta la memoria di Gultudolfe. Anche la grafia riporta alla pronuncia Lochoe. Il 1491 dunque costituisce il terminus ante quem per fissare l’estinzione del centro gallurese.

### Bithè o Vithitè
La chiesa di S. Felicita de Bite non compare nella donazione del giudice Costantino: venne infatti donata all'Opera della Primaziale Pisana in un secondo momento, nel 1117, da parte del giudice Ittocorre de Gunale, e riconfermata nella seconda donazione da parte di Barisone. Dionigi Panedda, in base all'assonanza, aveva erroneamente associato questa chiesa all'attuale paese di Bitti. Tuttavia, studi successivi hanno dimostrato che Bithe è una trascrizione alternativa o erronea di Bibithè o Bibisse, villaggio scomparso nei pressi di Orosei.
La villa è menzionata nell'inventario dell'Opera pisana del 1339: "ruina una que erat domus et est destructa in villa que vocatur Vite". 
Nel Compartiment si riporta che Bibisse, infeudata inizialmente a Barçolo Cachón, passò poi sotto la diretta amministrazione del castello di Galtellì, proprietà del barone di Partanna (probabilmente lo stesso Benvenuto Graffeo a cui fu infeudato Locchoe). Di questo centro demico si sa che possedeva almeno due chiese, intitolate a S. Giovanni e S. Leonardo: sono nominate nell'inventario dei beni della soppressa diocesi di galtellì del 1491, con l'appellativo "de Bite". Dal momento che le stesse chiese sono afferenti a Bibisse nelle Rationes Decimarum, si dimostra così la piena corrispondenza delle diverse grafie. I due edifici sono localizzati, ormai in rovina, a nord dell'abitato di Orosei, nei cui pressi sopravvivono alcuni toponimi citati nel Liber Fondachi: Chilivri (Chilibri nel Liber), Petralonga (Pietra Larga nel Liber) e Lappiddu (Lapillu nel Liber).

### Thorpè di Galtellì/Torpè Ispertu
Da non confondere con Thorpeia, citato nella donazione di Ittoccorre del 1117 (questo centro è infatti l'attuale Torpè, chiamato anche Torpè di Posada). Di questo villaggio parla il Fara citandolo come Sarpei, Surpaei. 
Il Liber Fondachi (cvhe lo trascrive erroneamente come Sorpe Jssac de Gaitelli, ossia Torpè dell'iscra di Galtellì) ne riporta la composizione demografica: nel 1317 vi vivevano 20 uomini liberi e 2 servi dell'Opera di pisa, divisi in 18 famiglie. Il villaggio pagava 2 lire annue, e versava 25 quarre di grano e 50 di orzo. Possedeva due terreni di proprietà dell'Opera coltivati a grano, tre vigne e si menzionano tre appezzamenti di terra confinanti con le terre pisane, di proprietà di Giorgie e Mariane Franche, e di Maria de Mela.
Dalle Rationes Decimarum si sa che la chiesa di Torpè era proprietà della mensa vescovile, e che il suo rettore era un certo Pietro Martini. Dall'inventario della diocesi di Galtellì del 1491, si sa che la parrocchiale era intitolata a San Giacomo, e nel paese sorgeva anche una chiesa di S. Nicola.
Nel 1326 risulta infeudata a Michel Martínez de Pueyo. Nel 1350 passò a Bernardo Ladrera. Morto questi nel 1361 senza eredi, il villaggio passò in mano al barone Benvenuto Graffeo nel 1368, ma solo formalmente: il siciliano non poté prenderne possesso a causa dell'occupazione arborense. Nel 1432 fu infeudato, insieme ad altri villaggi, a Ferdinando Dalmaciano, che morì senza eredi nel 1438. Nello stesso anno il feudo fu acquistato da Enrico Guevara, che nel 1449 lo vendette a Salvatore Guiso, progenitore dei Guiso e Manca-Guiso baroni di Galtellì e marchesi di Albis. Nel XVI secolo contava ancora 150 abitanti, ma nel secolo successivo venne completamente spopolato dalla grande carestia del 1680: l'ultimo censimento è quello del 1678, in cui risultano 11 famiglie. Queste, agli inizi del 1700, si trasferirono a Galtellì, sancendo la definitiva scomparsa del centro abitato.

### Iloe/Loy
Il Liber Fondachi elenca 13 uomini liberi del villaggio: Gomita Pinna, Arsocchus Pinna, Gomita Baronis, Iohannes Mura, Mactheus Passia, Adventus [...], Gomita Albani, Guantinus Murgiale, Alo de Ildebrandus, Arsocchus Scanus, Guantinus Pinna, Parasone Pinna, Guantinus Gurchi. 
Nel 1335 venne infeudata a Diego de Luna; nel 1358 secondo il Compartiment risulta infeudata a Pere de So; nel 1362 è il turno di Oliviero de Togores, mentre l'ultima infeudazione è a Benvenuto Graffeo nel 1373.
Nel febbraio 1363 il capitano di Gallura convocò a Orosei i majores di Loy, Locoe, Lodè, Isarle e Dorgali "per alcuns affers tocants l'honor del senyor rey". Dopo questa data, si perdono le tracce documentali del villaggio. Laura Lai la localizza presso le rovine della chiesa di S. Marco, alle pendici del Montalbo in agro di Irgoli.

## Aspetti particolari

### Status giuridico
Il territorio di Girifai, essendo un fondo demaniale attribuito a un’istituzione religiosa, fu stralciato dalla res statuale attraverso la cosiddetta secatura de rennu. Questa formula, nonostante concedesse al destinatario tutta una serie di diritti sulle terre e i suoi frutti (compreso il lavoro dei servi o degli uomini semi-liberi), non comportava la perdita delle prerogative giurisdizionali del giudice  sulle terre, in quanto tale formula giuridica garantiva esclusivamente un godimento come beneficiario.
Per questo motivo non è assolutamente corretto definire Girifai come un “enclave”, un “ministato”, una “zona affrancata extragiudicale” o un “territorio autonomo”, come riportato da diverso tempo in diverse pubblicazioni e articoli, in quanto la secatura riguardava solo lo status gestionale dell’usufrutto del territorio, e non la sua appartenenza giuridica all’entità statale (il rennu).
Allo stato attuale, il territorio oggi appartiene al Demanio statale italiano, in quanto della gestione ecclesiastica si perdono le tracce già subito dopo gli anni della donazione. Girifai non è menzionato in nessun altro documento conosciuto, e le chiese delle ville a esso afferenti compaiono, insieme alle altre della Gallura, senza nessuna indicazione di distinzione, nel versamento delle decime alla chiesa, tanto nelle Rationes Decimarum Sardiniae quanto nelle Taxationes Benefficiorum. In assenza di ulteriore documentazione, si può ragionevolmente pensare dunque che i territori dell’antica Secatura de Rennu passarono al fisco in seguito alla caduta del Giudicato di Gallura nel 1296, essendo acquisiti dalla Corona di Aragona e infeudati (come si è visto) a personaggi aragonesi di influenza presso il sovrano.
È possibile, tuttavia, che alcune porzioni di territorio già appartenenti o afferenti al saltus siano appartenute al vescovo di Galtellì (oggi vescovo di Nuoro), ma sarebbero necessarie approfondite verifiche toponomastiche e cartografiche: il vescovo galtellinese-nuorese mons. Pietro Craveri compare infatti nel Parlamento della Sarda Rivoluzione (1793) come barone dei salti di Biriddò (Biriddi nel testo), Planu e Lopè, antiche prebende della mensa vescovile. Biriddò è citato fra le pertinenze della mensa vescovile di Galtellì come "saltu de Eclesia de Biurido de corte" già nel 1513, mentre gli ultimi due compaiono nel 1561. Planu, chiamato Planus Gonnay, viene detto, insieme a San Martino, saltus afferente ai villaggi di Ysalle e Thorpey (Torpè di Galtellì), mostrando come molto probabilmente tali possediment baronali non avevano nulla a che fare con l'antica secatura de rennu, localizzata più anord-est rispetto a essi.
L’archivio diocesano di Nuoro conserva ancora un atto di licitazione dei salti summenzionati, datato 1821. Tuttavia, anche se nuovi documenti dovessero ascrivere questi terreni al saltus di Girifai o alla gestione dei monasteri di Su Lillu, di Santa Maria di Gultudolfe e di San felice di Vada, essi non potrebbero comunque essere considerati usi civici ai sensi della L.R. 12 del 1994 (la quale stabilisce che i beni pubblici gravati da uso civico di origine comunitaria o abbaziale restino di proprietà e nella piena disponibilità dei cittadini residenti discendenti degli abitanti originari e che questi beni non possano essere trascritti ad altro proprietario sia esso anche pubblico). Infatti, l’ultima loro testimonianza li indica come beni di tipo baronale: il proprietario non era la diocesi come istituzione ma la persona del vescovo, insignito del titolo di barone di Biriddò, Planu e Lopè. Ne fa infatti menzione il can. Spano nel 1872 nella sua Memoria sopra l’antica cattedrale di Galtellì, specificando che i beni furono incamerati, come gli altri feudi della Sardegna, con il Regio Decreto del 21 aprile 1846. Lo Spano indicava che Biriddo era già stato acquisito dal Comune di Dorgali; Planu era “un vasto salto di Oliana”, mentre Lope o Lopè si trova in territorio di Loculi. D’altra parte, essendo beni baronali, persero anche il loro valore nominale con la Costituzione del 1946, che abolì i titoli nobiliari in Italia.